# Makîșîn, Horodnea
Makîșîn (în ucraineană Макишин) este o comună în raionul Horodnea, regiunea Cernihiv, Ucraina, formată numai din satul de reședință.

## Demografie
Componența lingvistică a comunei Makîșîn
     Ucraineană (97,98%)
     Rusă (1,41%)
     Alte limbi (0,3%)
Conform recensământului din 2001, majoritatea populației comunei Makîșîn era vorbitoare de ucraineană (97,98%), existând în minoritate și vorbitori de rusă (1,41%).